# Katedrála svatého Benigna Dijonského
Katedrála svatého Benigna Dijonského v Dijonu byla budována od roku 1280 do poloviny 14. století. Pod katedrálou je krypta, která byla původně nejnižším patrem původní románské rotundy.